# Кристал
 Тази статия е за групата твърди тела.  За реката вижте Кристал (река).  
Кристалите са твърди тела, при които съставящите ги атоми, молекули или йони са подредени в правилна, повтаряща се структура в трите пространствени измерения. Представляват субстанции с неизменна, постоянна форма.
Обикновено кристалите се образуват при процеса на втвърдяване (преминаване от течно в твърдо агрегатно състояние). В идеални условия резултатът може да бъде единичен кристал (монокристал), в който всички атоми в твърдото тяло са разположени в една кристална решетка или кристална структура, но обикновено се образуват едновременно много кристали и се образува поликристално тяло. Например повечето метали, познати в ежедневния живот, са поликристали.

## Кристална система
В зависимост от формата си, кристалите се класифицират в седем кристални системи, като всяка от тях включва кристали със сродна симетрия. Тази симетрия може да се установи, ако кристалът се завърти около въображаема ос. Ако при летенето кристалът заема два пъти положения, които са неотличими, говорим за двойно осна симетрия. Осите могат да бъдат също тройни, четворни и шесторни. Осите на симетрия, дефинираща кристалните системи, се наричат кристалографски оси.
Кристалите са оградени от стени, които се пресичат в ръбове, пресечни на свой ред във върховете. Равнината на симетрия е мислена плоскост, разделяща кристала на две огледално равни части.
Тези оси и равнини на симетрия определят мястото на даден кристал в кристалната система. Кубичната система е с най-висока степен на симетрия. Стените на куба представляват шест идеални квадрата, всички разположени под прав ъгъл със съседите си. Той може да бъде разрязан по равнините на симетрия, успоредно на всичките си стени. Избраните оси на симетрията пресичат центровете на стените и се съединяват в средата на кристала. Ако кубът се завърти около която и да е било от осите, пълно съвпадение на стените му ще се наблюдава четири пъти. Подобна симетрия притежават и други кристални системи, поради което те попадат в кубичната система. Тя включва октаедъра, съставена от 8 триъгълни стени, които образуват две пирамиди, слепени една за друга с квадратните си основи.
В каква кристална структура ще се втвърди една течност зависи от химията на течността, условията, в които се осъществява втвърдяването и налягането. Процесът на образуване на кристалната структура се нарича кристализация.
- Кубична кристална система – притежава три оси на симетрия с еднаква дължина и перпендикулярни една на друга. Обичайни форми са кубовете, както и октаедърът, или комбинация от двете. В тази кристална система попадат много разпространени минерали, сред които халит, галенит, флуорит и пирит.
- Орторбична кристална система – отличава се с три двойни оси на симетрия и кристални форми, които често саплоски и плочести. Нейни представители са барит, енстатит и хемиморфит.
- Моноклинна кристална система – разпространена [1]кристална система. Формите могат да бъдат плоски, плочести или малки призми. Имат една двойна ос на симетрия. Много минерали, включително хорнблендата, слюдата и гипсът, образуват такива системи.
- Триклинна кристална система – една от по-малко разпространените системи. Тук са класифицирани плавиоклазът, фелдшпатът и аксинитът.
- Тетрагонална кристална система – обикновено кристалите са по-високи, отколкото широки, често във форма на кибритени кутийки. Има една четворна кристалографска ос. Минералите циркон и идокраз принадлежът към тази система.
- Хексагонална и тригонална кристална система – тези две системи често се групират заедно, защото симетрията им е много сходна. Хексагоналната система има една шесторна ос, а тригоналната – една-единствена. И двете системи обикновено съдържат шест стенни призми и пирамиди. Турмалинът, кварцът и калцитът се определят като тригонални. Апатитът и берилът са в хексагоналната система.[1]

Хабитус се нарича външният вид, или изгледът на даден кристал. Условията на кристализация влияят върху хабитуса – напр. при бавна кристализация се образуват сравнително едри кристали, богати на форми, докато бързата кристализация способства образуването на бедни на форми кристали, които са по правило дребни. Различават се кубичен, октаедрален, хексагонален или прирамидален хабитус. За обозначаване на хабитуса се използват термини като призматичен (с постоянно напречно сечение), плочест (тънки плочки) и иглест (на тънки иглички) хабитус.

## Приложения
Скъпоценните камъни в кристална форма намират широко приложение за изработка на ювелирни изделия.

## Други
На кристала е наречена улица във вилна зона „Горна баня“ в София (Карта).